# Fay-sur-Lignon
Pour les articles homonymes, voir Fay.
Fay-sur-Lignon [faj syʁ liɲɔ̃] est une commune française située dans le département de la Haute-Loire, en région Auvergne-Rhône-Alpes.

## Géographie

### Localisation
La commune, traversée par le 45e parallèle nord, est de ce fait située à égale distance du pôle Nord et de l'équateur terrestre (environ 5 000 km)[réf. souhaitée].
La commune de Fay-sur-Lignon se trouve dans le département de la Haute-Loire, en région Auvergne-Rhône-Alpes. Elle fait partie de l'ancienne province de Velay située au sud-est du Massif central.
Elle se situe à 36,74 km par la route du Puy-en-Velay, préfecture du département, et à 14,89 km de Chambon-sur-Lignon, bureau centralisateur du canton de Mézenc dont dépend la commune depuis 2015. La commune fait également partie du bassin de vie de Chambon-sur-Lignon.

Les communes les plus proches sont : Les Vastres (2,8 km), Chaudeyrolles (4,4 km), Saint-Clément (4,8 km), Champclause (5,7 km), Saint-Front (6,7 km), Mazet-Saint-Voy (6,9 km), La Rochette (7,9 km) et Mars (8,4 km). 
| Champclause | Mazet-Saint-Voy |                       |
| Saint-Front | Fay-sur-Lignon  | Les Vastres           |
|             | Chaudeyrolles   | Saint-Clément Ardèche |

### Géologie et relief
La commune fait partie du parc naturel régional des Monts d'Ardèche depuis 2013, couvert en grande partie par les Monts du Vivarais, que l'on retrouve au sud du village avec le mont Signon, il est doté, depuis 2014, du label Géoparc mondial attribué par l'UNESCO pour son patrimoine géologique extraordinaire.
En effet, les Monts d'Ardèche sont connus pour leur volcanisme, Fay-sur-Lignon n'y fait pas exception puisqu'il est située sur des roches volcaniques et plus précisément du basalte datant de 8 à 10 millions d'années (époque géologique miocène). Étant situé dans la région du Velay, on y retrouve également des bassins sédimentaires oligocène et quaternaire ainsi qu'un dôme granito-migmatitique développé à la fin du Carbonifère. Des formations sablo-argileuses à argilo-sableuses et des rivières de pierre sont aussi observables sur le territoire de la commune.
De plus, Fay-sur-Lignon est un graben, ce qui signifie que le territoire du village est situé sur un fossé tectonique entre deux failles normales.
La superficie de la commune est de 13,24 km2. L'altitude du territoire varie entre 1 079 m et 1 380 m.

### Paysages
L'Auvergne-Rhône-Alpes est divisée en neuf paysages, le village de Fay-en-Lignon fait partie de l'un d'entre eux, « Les Hautes-Terres »,, il s'agit d'un paysage caractéristique de la région. Relativement plat, ses grands plateaux d'altitude permettent d'observer la grandeur des massifs l'entourant.
Face à ce paysage particulier, les hommes ont dû s'adapter, notamment aux conditions climatiques. On y retrouve donc beaucoup de petites maisons regroupées dans des villages, des potagers abrités par des bouquets de hêtres ou de sorbiers ainsi que des murets pour délimiter les aménagements.

### Climat
Pour des articles plus généraux, voir Climat d'Auvergne-Rhône-Alpes et Climat de la Haute-Loire.
En 2010, le climat de la commune est de type climat de montagne, selon une étude du Centre national de la recherche scientifique s'appuyant sur une série de données couvrant la période 1971-2000. En 2020, Météo-France publie une typologie des climats de la France métropolitaine dans laquelle la commune est exposée à un climat de montagne ou de marges de montagne et est dans la région climatique Sud-est du Massif Central, caractérisée par une pluviométrie annuelle de 1 000 à 1 500 mm, minimale en été, maximale en automne.
Pour la période 1971-2000, la température annuelle moyenne est de 7,4 °C, avec une amplitude thermique annuelle de 15,8 °C. Le cumul annuel moyen de précipitations est de 1 099 mm, avec 11 jours de précipitations en janvier et 7 jours en juillet. Pour la période 1991-2020, la température moyenne annuelle observée sur la station météorologique de Météo-France la plus proche, « Mazet-Volamont », sur la commune de Mazet-Saint-Voy à 7 km à vol d'oiseau, est de 7,8 °C et le cumul annuel moyen de précipitations est de 975,0 mm,. Pour l'avenir, les paramètres climatiques de la commune estimés pour 2050 selon différents scénarios d'émission de gaz à effet de serre sont consultables sur un site dédié publié par Météo-France en novembre 2022.

### Milieux naturels et biodiversité
La commune, bordée par le Lignon, offre de sublimes milieux naturels dont plusieurs sont classées. Évidemment, les Monts d'Ardèche sont à la fois classés parc naturel régional de France et Géoparc mondiaux UNESCO.
Quatre sites sont également classés Zone naturelle d'intérêt écologique, faunistique et floristique (ZNIEFF) par le Conservatoire d'Espaces Naturels d'Auvergne parmi lesquels le Mezenc - Meygal, Les Roches, la narce de Champclause et la Freydeyre et la Haute-Vallée du Lignon qui est également considérée Natura 2000.

## Urbanisme

### Typologie
Au 1er janvier 2024, Fay-sur-Lignon est catégorisée commune rurale à habitat dispersé, selon la nouvelle grille communale de densité à sept niveaux définie par l'Insee en 2022.
Elle est située hors unité urbaine et hors attraction des villes,.

### Occupation des sols
L'occupation des sols de la commune, telle qu'elle ressort de la base de données européenne d’occupation biophysique des sols Corine Land Cover (CLC), est marquée par l'importance des territoires agricoles (73,4 % en 2018), en augmentation par rapport à 1990 (69,8 %). La répartition détaillée en 2018 est la suivante :
prairies (61,8 %), forêts (21,7 %), zones agricoles hétérogènes (11,5 %), espaces ouverts, sans ou avec peu de végétation (3 %), zones urbanisées (1,9 %). L'évolution de l’occupation des sols de la commune et de ses infrastructures peut être observée sur les différentes représentations cartographiques du territoire : la carte de Cassini (XVIIIe siècle), la carte d'état-major (1820-1866) et les cartes ou photos aériennes de l'IGN pour la période actuelle (1950 à aujourd'hui).

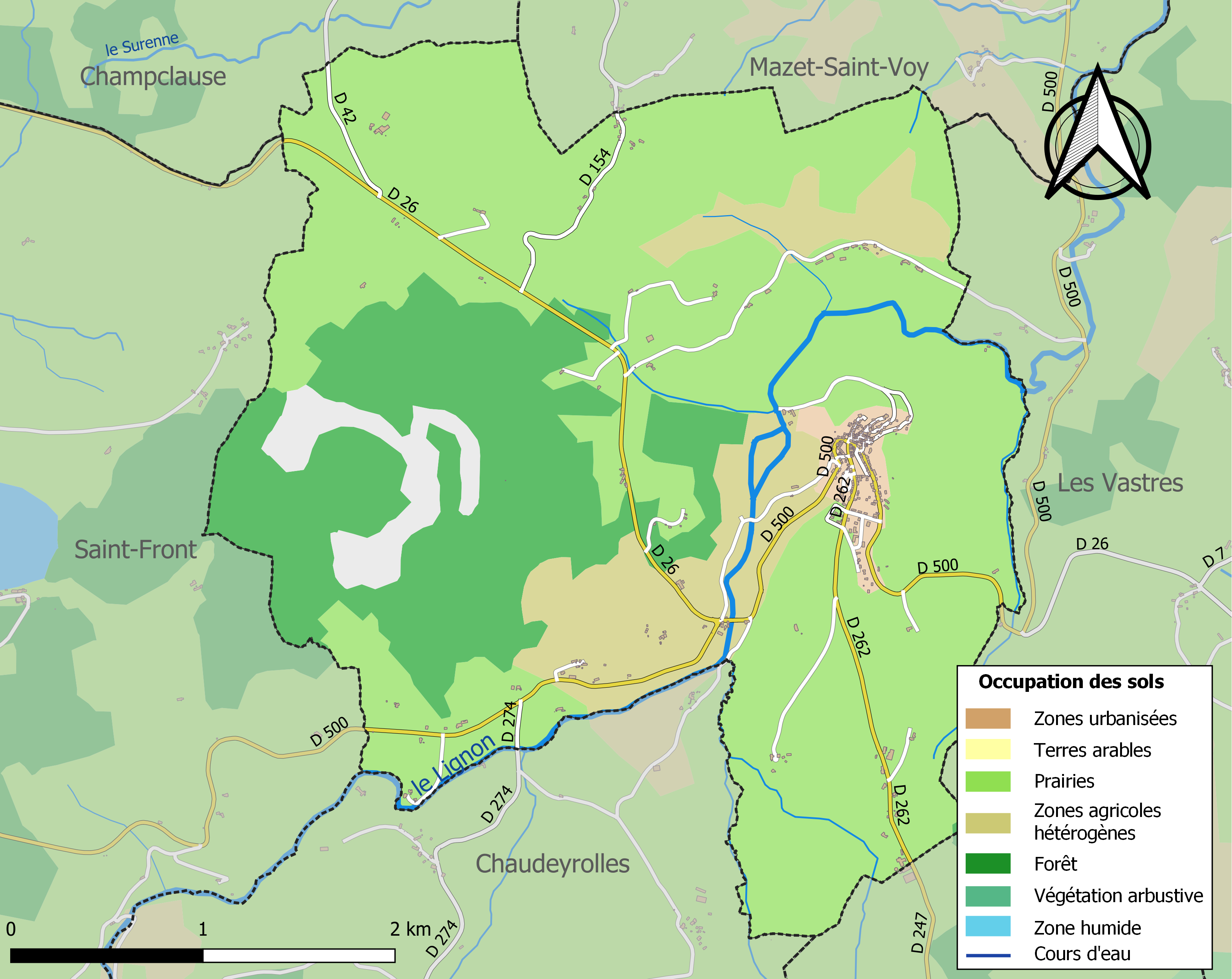
Carte des infrastructures et de l'occupation des sols de la commune en 2018 (CLC).
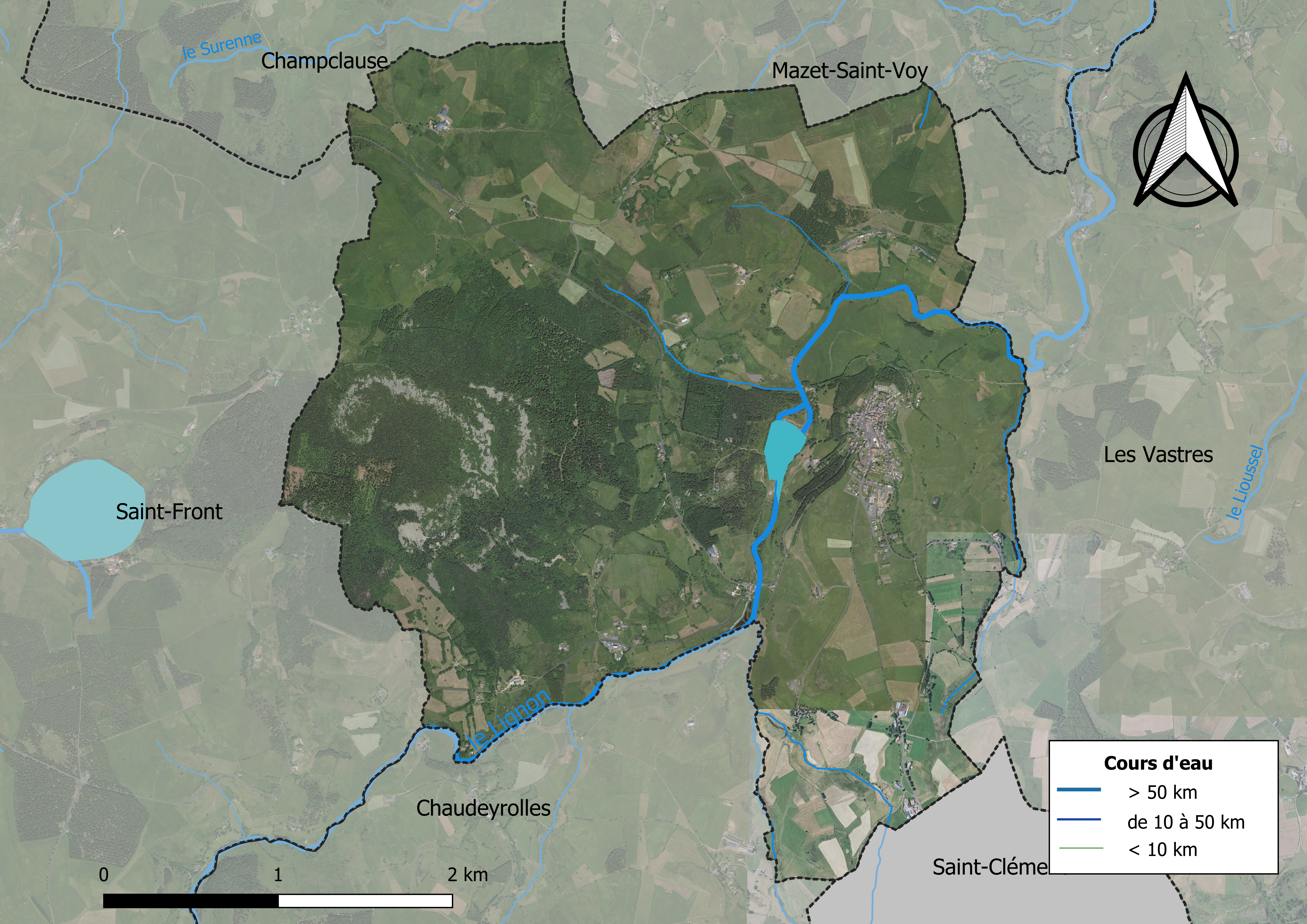
Carte orthophotographique de la commune.

### Habitat et logement
En 2018, le nombre total de logements dans la commune était de 341, alors qu'il était de 356 en 2013 et de 341 en 2008.
Parmi ces logements, 51 % étaient des résidences principales, 30,2 % des résidences secondaires et 18,8 % des logements vacants. Ces logements étaient pour 75,7 % d'entre eux des maisons individuelles et pour 24 % des appartements.
Le tableau ci-dessous présente la typologie des logements à Fay-sur-Lignon en 2018 en comparaison avec celle de la Haute-Loire et de la France entière. Une caractéristique marquante du parc de logements est ainsi une proportion de résidences secondaires et logements occasionnels (30,2 %) supérieure à celle du département (16,1 %) et à celle de la France entière (9,7 %). Concernant le statut d'occupation de ces logements, 72,4 % des habitants de la commune sont propriétaires de leur logement (66,7 % en 2013), contre 70 % pour la Haute-Loire et 57,5 pour la France entière.
| Typologie                                               | Fay-sur-Lignon | Haute-Loire | France entière |
| ------------------------------------------------------- | -------------- | ----------- | -------------- |
| Résidences principales (en %)                           | 51             | 71,5        | 82,1           |
| Résidences secondaires et logements occasionnels (en %) | 30,2           | 16,1        | 9,7            |
| Logements vacants (en %)                                | 18,8           | 12,4        | 8,2            |

### Voies de communication et transports
Fay-sur-Lignon est un petit village traversé par plusieurs routes départementale. Les D42 et D154 rejoignent la D26 qui elle-même rejoint l'ancienne route nationale 500 (aujourd'hui déclassée en départementale). En effet, la D500 est l'axe principal de la commune, intersection de toutes les autres routes à savoir la D274 et la D262.
Concernant les transports en commun, aucun arrêt de bus n'est présent dans la commune, le plus proche est celui de Chambon-sur-Lignon traversé par trois lignes du réseau régional. Évidemment, on ne retrouve aucun transport de long trajet dans le village, les plus proches sont la gare du Puy-en-Velay, la gare TGV de Saint-Etienne et l'aéroport Le Puy-en-Velay - Loudes.

### Risques naturels
Fay-sur-Lignon n'est pas considérée territoire à risques importants d'inondation, elle n'est donc pas soumise à un Plan de Prévention des Risques d'Inondation ni à un Programme d'Actions de Prévention des Inondations. En termes de risque sismique, la commune est classée risque faible (Zone 2), aucun Plan de Prévention des Risques Sismiques n'est donc en place. Cependant, une partie du village est fortement exposée au retrait-gonflements des sols argileux. Enfin, d'après l'Institut de Radioprotection et de Sûreté Nucléaire, elle est potentiel radon de catégorie 3, donc très exposé au radon, un gaz radioactif issu de la désintégration de l'uranium et du radium présents naturellement dans le sol et les roches.

## Toponymie
La première mention connue du village est Faino en 1097.
Le -o final latinise de manière erronée.
En réalité, il s'agit d'un ancien faï(n) issu de fagu, suivi du suffixe -inum au sens de « hêtraie ». Ernest Nègre considère que le mot latin lucus (lucu) est sous-entendu et que la chute du -n final est caractéristique de cette région. Le remplacement de Fai par Fay est selon lui, une francisation.
Cette solution permet d'expliquer qu'on n'a pas *Fau, mais Fai, avec postérieurement à 1097 une probable diphtongaison : [fa'i] > [faj]. La paroisse prit le nom de Fay-le-Froid en 1602 (jusqu'en 1922), pour la distinguer des nombreux Fay.
Il n'y a cependant aucune raison d'y voir une homonymie étymologique avec les autres Fay du nord de la France qui remonte à l'oïl fay qui signifiait « hêtraie » (donc pas pertinent en Velay) et est issu du bas latin fagetu(m) « hêtraie », de fagus, hêtre suivi du suffixe -etu(m), servant à désigner un ensemble d'arbres appartenant à la même espèce et qui a donné -ay, -y, -ey en ancien français[réf. nécessaire].

## Histoire
Au début du Xe siècle, la famille de Faÿ, branche des Chapteuil, installa sur le dyke basaltique une forteresse qui donna naissance au bourg.
En 1922 et pour favoriser le tourisme, le maire Charles Chazot fit rebaptiser la commune qui portait alors le nom de « Fay-le-Froid» en « Fay-sur-Lignon », du nom de la rivière qui coule à son pied.

## Politique et administration

### Découpage territorial
La commune de Fay-sur-Lignon est membre de la communauté de communes Mézenc-Loire-Meygal, un établissement public de coopération intercommunale (EPCI) à fiscalité propre créé le 27 décembre 2016 dont le siège est à Saint-Julien-Chapteuil. Ce dernier est par ailleurs membre d'autres groupements intercommunaux.
Sur le plan administratif, elle est rattachée à l'arrondissement du Puy-en-Velay, au département de la Haute-Loire, en tant que circonscription administrative de l'État, et à la région Auvergne-Rhône-Alpes.
Sur le plan électoral, elle dépend du canton du Mézenc pour l'élection des conseillers départementaux, depuis le redécoupage cantonal de 2014 entré en vigueur en 2015, et de la première circonscription de la Haute-Loire   pour les élections législatives, depuis le redécoupage électoral de 1986.

### Élections municipales et communautaires

#### Élections de 2020
Le conseil municipal de Fay-sur-Lignon, commune de moins de 1 000 habitants, est élu au scrutin majoritaire plurinominal à deux tours avec candidatures isolées ou groupées et possibilité de panachage. Compte tenu de la population communale, le nombre de sièges à pourvoir lors des élections municipales de 2020 est de 11. La totalité des onze candidats en lice est élue dès le premier tour, le 15 mars 2020, avec un taux de participation de 62,71 %. Christian Chorliet est élu nouveau maire de la commune.
Dans les communes de moins de 1 000 habitants, les conseillers communautaires sont désignés parmi les conseillers municipaux élus en suivant l’ordre du tableau (maire, adjoints puis conseillers municipaux) et dans la limite du nombre de sièges attribués à la commune au sein du conseil communautaire. Un siège est attribué à la commune au sein de la communauté de communes Mézenc-Loire-Meygal. Le maire Christian Chorliet représente ainsi la commune au sein du conseil communautaire.

#### Scrutins nationaux
Aux élections européennes du 9 juin 2024, le parti au pouvoir n'arrive que 3e avec 12,27% (contre 18,62% en 2019),, très largement distancé par le Rassemblement national (34,97% contre 17,24% en 2019, en progression de quinze points, hausse beaucoup plus forte que les 5,5 points gagnés au niveau national),, qui progresse de 17 points, François-Xavier Bellamy (14,11% contre 30,34% en 2019),, et PS-Place publique (8,59% contre 3,45% en 2019),. La participation est en forte hausse à 58,94% contre 50,67%,.

#### Listes des maires
| Période                                  | Période                    | Identité           | Étiquette | Qualité                                |
| ---------------------------------------- | -------------------------- | ------------------ | --------- | -------------------------------------- |
| Les données manquantes sont à compléter. |                            |                    |           |                                        |
| 1934                                     | 1967                       | Ferdinand Chabagno | DVD       | Médecin conseiller général (1945-1967) |
| avant 1988                               | ?                          | Joseph Vailli      |           |                                        |
| mars 2001                                | mars 2014                  | Raymond Devidal    | DVD       | Agriculteur                            |
| mars 2014                                | En cours (au 27 août 2014) | Christian Chorliet |           |                                        |

### Tendances politiques et résultats
| Élections présidentielles, résultats des deuxièmes tours.                               | Élections présidentielles, résultats des deuxièmes tours. | Élections présidentielles, résultats des deuxièmes tours. | Élections présidentielles, résultats des deuxièmes tours. | Élections présidentielles, résultats des deuxièmes tours. | Élections présidentielles, résultats des deuxièmes tours. | Élections présidentielles, résultats des deuxièmes tours. | Élections présidentielles, résultats des deuxièmes tours. |
| Année                                                                                   | Élu                                                       | Élu                                                       | Élu                                                       | Battu                                                     | Battu                                                     | Battu                                                     | Participation                                             |
| --------------------------------------------------------------------------------------- | --------------------------------------------------------- | --------------------------------------------------------- | --------------------------------------------------------- | --------------------------------------------------------- | --------------------------------------------------------- | --------------------------------------------------------- | --------------------------------------------------------- |
| 2002                                                                                    | 89,11 %                                                   | Jacques Chirac                                            | RPR                                                       | 10,89 %                                                   | Jean-Marie Le Pen                                         | FN                                                        | 77,36 %                                                   |
| 2007                                                                                    | 56,00 %                                                   | Nicolas Sarkozy                                           | UMP                                                       | 44,00 %                                                   | Ségolène Royal                                            | PS                                                        | 79,52 %                                                   |
| 2012                                                                                    | 44,10 %                                                   | François Hollande                                         | PS                                                        | 55,90 %                                                   | Nicolas Sarkozy                                           | UMP                                                       | 82,08 %                                                   |
| 2017                                                                                    | 69,50 %                                                   | Emmanuel Macron                                           | EM                                                        | 30,50 %                                                   | Marine Le Pen                                             | FN                                                        | 76,72 %                                                   |
| Élections législatives, résultats des deux meilleurs scores du dernier tour de scrutin. |                                                           |                                                           |                                                           |                                                           |                                                           |                                                           |                                                           |
| Année                                                                                   | Élu                                                       | Élu                                                       | Élu                                                       | Battu                                                     | Battu                                                     | Battu                                                     | Participation                                             |
| 2002                                                                                    | 74,87 %                                                   | Jacques Barrot                                            | UMP                                                       | 25,13 %                                                   | Jean-Jacques Orfeuvre                                     | LV                                                        | 59,89 %                                                   |
| 2007                                                                                    | 70,04 %                                                   | Laurent Wauquiez                                          | UMP                                                       | 13,66 %                                                   | Renée Vaggiani                                            | PS                                                        | 68,98 %                                                   |
| 2012                                                                                    | 68,45 %                                                   | Laurent Wauquiez                                          | UMP                                                       | 31,55 %                                                   | Guy Vocanson                                              | SOC                                                       | 70,36 %                                                   |
| 2017                                                                                    | 64,67 %                                                   | Isabelle Valentin                                         | LR                                                        | 35,33 %                                                   | Cécile Gallien                                            | EM                                                        | 54,97 %                                                   |
| Élections régionales, résultats des deux meilleurs scores.                              |                                                           |                                                           |                                                           |                                                           |                                                           |                                                           |                                                           |
| Année                                                                                   | Liste 1re                                                 | Liste 1re                                                 | Liste 1re                                                 | Liste 2e                                                  | Liste 2e                                                  | Liste 2e                                                  | Participation                                             |
| 2004                                                                                    | 34,22 %                                                   | Pierre-Joël Bonté                                         | PS                                                        | 65,78 %                                                   | Valéry Giscard d'Estaing                                  | UMP                                                       | 60,31 %                                                   |
| 2010                                                                                    | 46,06 %                                                   | René Souchon                                              | PS                                                        | 53,94 %                                                   | Alain Marleix                                             | UMP                                                       | 59,05 %                                                   |
| 2015                                                                                    | 67,04 %                                                   | Laurent Wauquiez                                          | LR                                                        | 25,14 %                                                   | Jean-Jack Queyranne                                       | PS                                                        | 62,30 %                                                   |
| 2021                                                                                    | 70,94 %                                                   | Laurent Wauquiez                                          | LR                                                        | 19,66 %                                                   | Fabienne Grebert                                          | EELV                                                      | 41,46 %                                                   |
| Référendums.                                                                            |                                                           |                                                           |                                                           |                                                           |                                                           |                                                           |                                                           |
| Année                                                                                   | Oui (national)                                            | Oui (national)                                            | Oui (national)                                            | Non (national)                                            | Non (national)                                            | Non (national)                                            | Participation                                             |
| 1992                                                                                    | 54,62 % (51,04 %)                                         | 54,62 % (51,04 %)                                         | 54,62 % (51,04 %)                                         | 45,38 % (48,96 %)                                         | 45,38 % (48,96 %)                                         | 45,38 % (48,96 %)                                         | 67,62 %                                                   |
| 2000                                                                                    | 81,63 % (73,21 %)                                         | 81,63 % (73,21 %)                                         | 81,63 % (73,21 %)                                         | 18,37 % (26,79 %)                                         | 18,37 % (26,79 %)                                         | 18,37 % (26,79 %)                                         | 36,80 %                                                   |
| 2005                                                                                    | 47,16 % (45,33 %)                                         | 47,16 % (45,33 %)                                         | 47,16 % (45,33 %)                                         | 52,84 % (54,67 %)                                         | 52,84 % (54,67 %)                                         | 52,84 % (54,67 %)                                         | 73,71 %                                                   |

### Finances communales
La commune de Fay-sur-Lignon est enregistrée au répertoire des entreprises sous le code SIREN 214 300 923. Son activité est enregistrée sous le code APE 84.11Z, correspondant aux administrations publiques générales.
En 2019, le budget communal s'équilibrait à 676 000 € dont 487 000 € en section de fonctionnement et 189 000 € en investissement. La part d'impôts locaux dans les produits de fonctionnement s'établissait à 33,83 %, contre 35,06 % pour la strate de communes équivalente, avec des taux d'imposition fixés à 20,63 % pour la taxe d'habitation (y compris THLV), 15,57 % et 78,09 % pour la taxe foncière sur le bâti et le non-bâti. Par ailleurs l’encours de la dette communale s’établit à 2 304 €/habitants contre 551 €/habitants pour la strate.

## Équipements et services publics

### Eau
Fay-sur-Lignon est approvisionnée en eau potable par deux stations de pompage souterraine. En 2019, ils ont respectivement pompé 45 032 m3 et 9 885 m3 soit un volume total de 54 917 m3 seulement réservé à l'eau potable. La même année, 100% des eaux étaient réservées à la consommation, aucune utilisation industrielle ni pour l'irrigation.
La distribution d'eau potable a été confiée au Syndicat des eaux de Fay-sur-Lignon / Les Vastres, tandis que l'assainissement collectif est réalisé par la commune.

### Enseignement
La commune possède une école élémentaire de 23 élèves.

### Télécommunications
Au 30 septembre 2020, 97,8 % de la Haute-Loire est éligible au Haut-Débit, réparti en 53,1 % de Très Haut Débit et 44,7 % de Bon Haut Débit. Cependant, au premier trimestre 2021, la commune n'est toujours pas éligible à la fibre optique, aucun locaux ou habitation ne peuvent être raccordés en FttH.
Concernant la télécommunication mobile, la quasi-totalité du territoire de Fay-sur-Lignon est couvert en 4G par les quatre opérateurs principaux, à savoir Free Mobile, SFR, Bouygues Télécom et Orange. Aucun site 5G n'est par contre présent dans le village,.

### Santé
L'hôpital le plus proche est celui d'Yssingeaux,, ville située à 24,21 km par la route. Le « Centre Hospitalier Jacques Barrot » est divisé en trois pôles, le sanitaire (réanimation, soins palliatifs, dialyse, etc.), l'hébergement médico-social (EHPAD, Alzheimerien, etc.) et enfin, le pôle domicile proposant des services d'infirmiers à domicile.
L'Établissement d'hébergement pour personnes âgées dépendantes, le plus proche est l'EHPAD « La Cerreno » à Saint Martin de Valamas (19,10 km par la route). Également, une maison de retraite se trouve à Chambon-sur-Lignon (14,89 km par la route).

## Population et société

### Démographie

#### Évolution démographique
L'évolution du nombre d'habitants est connue à travers les recensements de la population effectués dans la commune depuis 1793. Pour les communes de moins de 10 000 habitants, une enquête de recensement portant sur toute la population est réalisée tous les cinq ans, les populations de référence des années intermédiaires étant quant à elles estimées par interpolation ou extrapolation. Pour la commune, le premier recensement exhaustif entrant dans le cadre du nouveau dispositif a été réalisé en 2008.

En 2022, la commune comptait 344 habitants, en évolution de −6,52 % par rapport à 2016 (Haute-Loire : +0,36 %, France hors Mayotte : +2,11 %).
| 1793 | 1800 | 1806 | 1821 | 1831 | 1836 | 1841 | 1846 | 1851 |
| ---- | ---- | ---- | ---- | ---- | ---- | ---- | ---- | ---- |
| 702  | 525  | 500  | 834  | 879  | 856  | 803  | 881  | 924  |

| 1856 | 1861 | 1866 | 1872 | 1876 | 1881  | 1886  | 1891  | 1896  |
| ---- | ---- | ---- | ---- | ---- | ----- | ----- | ----- | ----- |
| 852  | 811  | 817  | 810  | 870  | 1 238 | 1 250 | 1 219 | 1 253 |

| 1901  | 1906  | 1911  | 1921  | 1926 | 1931 | 1936 | 1946 | 1954 |
| ----- | ----- | ----- | ----- | ---- | ---- | ---- | ---- | ---- |
| 1 216 | 1 165 | 1 066 | 1 021 | 983  | 933  | 898  | 860  | 756  |

| 1962 | 1968 | 1975 | 1982 | 1990 | 1999 | 2006 | 2008 | 2013 |
| ---- | ---- | ---- | ---- | ---- | ---- | ---- | ---- | ---- |
| 656  | 621  | 527  | 480  | 441  | 399  | 422  | 429  | 383  |

| 2018 | 2022 | - | - | - | - | - | - | - |
| ---- | ---- | - | - | - | - | - | - | - |
| 357  | 344  | - | - | - | - | - | - | - |

#### Pyramide des âges
La population de la commune est relativement âgée.
En 2018, le taux de personnes d'un âge inférieur à 30 ans s'élève à 26,9 %, soit en dessous de la moyenne départementale (31 %). À l'inverse, le taux de personnes d'âge supérieur à 60 ans est de 40,9 % la même année, alors qu'il est de 31,1 % au niveau départemental.
En 2018, la commune comptait 183 hommes pour 174 femmes, soit un taux de 51,26 % d'hommes, largement supérieur au taux départemental (49,13 %).
Les pyramides des âges de la commune et du département s'établissent comme suit.
| Hommes | Classe d’âge | Femmes |
| ------ | ------------ | ------ |
| 2,2    | 90 ou +      | 4,0    |
| 15,8   | 75-89 ans    | 19,5   |
| 19,1   | 60-74 ans    | 21,3   |
| 21,9   | 45-59 ans    | 19,5   |
| 12,0   | 30-44 ans    | 10,9   |
| 16,9   | 15-29 ans    | 13,8   |
| 12,0   | 0-14 ans     | 10,9   |

| Hommes | Classe d’âge | Femmes |
| ------ | ------------ | ------ |
| 0,9    | 90 ou +      | 2,5    |
| 8,4    | 75-89 ans    | 11,7   |
| 20,4   | 60-74 ans    | 20,5   |
| 21,3   | 45-59 ans    | 20,3   |
| 16,8   | 30-44 ans    | 16,3   |
| 15,2   | 15-29 ans    | 13,2   |
| 17     | 0-14 ans     | 15,6   |

## Économie

### Revenus
En 2018, la commune compte 156 ménages fiscaux, regroupant 322 personnes. La médiane du revenu disponible par unité de consommation est de 17 710 € (20 800 € dans le département).

### Emploi
| Division       | 2008  | 2013  | 2018  |
| -------------- | ----- | ----- | ----- |
| Commune        | 3,2 % | 6 %   | 6,6 % |
| Département    | 6,3 % | 7,7 % | 7,7 % |
| France entière | 8,3 % | 10 %  | 10 %  |

En 2018, la population âgée de 15 à 64 ans s'élève à 196 personnes, parmi lesquelles on compte 73,5 % d'actifs (66,8 % ayant un emploi et 6,6 % de chômeurs) et 26,5 % d'inactifs,. Depuis 2008, le taux de chômage communal (au sens du recensement) des 15-64 ans est inférieur à celui de la France et du département.
La commune est hors attraction des villes,. Elle compte 135 emplois en 2018, contre 167 en 2013 et 130 en 2008. Le nombre d'actifs ayant un emploi résidant dans la commune est de 136, soit un indicateur de concentration d'emploi de 99,2 % et un taux d'activité parmi les 15 ans ou plus de 47,2 %.
Sur ces 136 actifs de 15 ans ou plus ayant un emploi, 76 travaillent dans la commune, soit 56 % des habitants. Pour se rendre au travail, 69,1 % des habitants utilisent un véhicule personnel ou de fonction à quatre roues, 15,4 % s'y rendent en deux-roues, à vélo ou à pied et 15,4 % n'ont pas besoin de transport (travail au domicile).

## Culture locale et patrimoine

### Lieux et monuments
L'église du XIIe siècle dont la façade fut construite avec des pierres provenant de l'ancienne abbaye de la Chartreuse de Bonnefoy en Ardèche, et son dyke en phonolithe surmonté d'une croix datant de 1861. Saint Nicolas est son saint patron.
La fontaine de Saint-Régis du nom de saint Jean-François Régis, apôtre du Velay et du Vivarais, qui s'y désaltérait en 1636 lors de sa mission d'évangélisation des villages alentour.
Une croix de mission, située sur une place Principale tout près de l'ancienne bascule où l'on pesait animaux et chargements. Également le monument des Trois Croix situé, quant à lui, sur une petite butte à l'ancien sommet du village.

### Personnalités liées à la commune
- Étienne Diemunsch triathlète professionnel français, né à Fay Sur Lignon

### Héraldique
| Blason de Fay-sur-Lignon | Blason  | D'azur au coq hardi d’argent, crêté, barbé, becqué et membré de gueules. |
| Blason de Fay-sur-Lignon | Détails | Le statut officiel du blason reste à déterminer.                         |

## Galerie

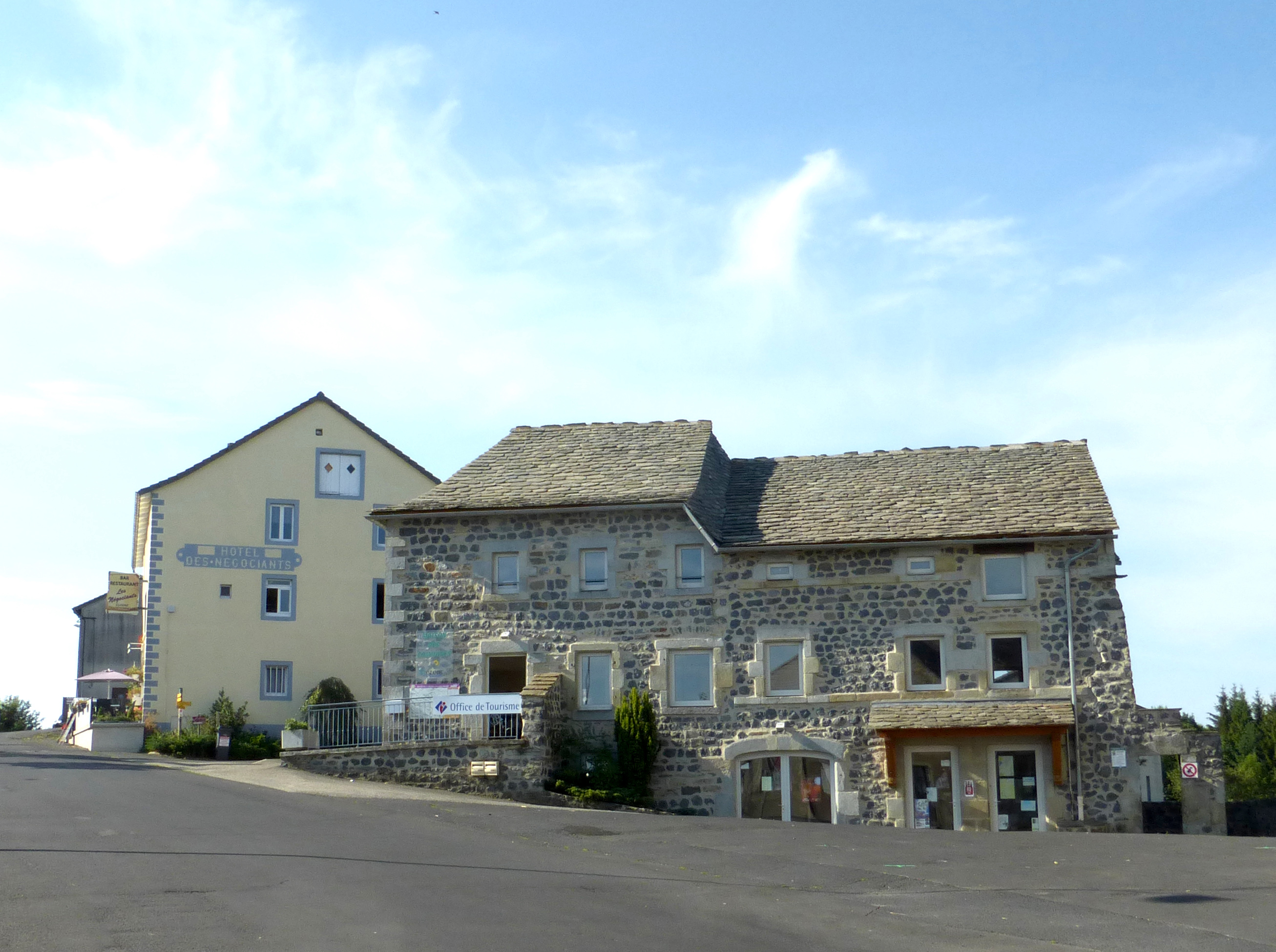
L'office du tourisme.
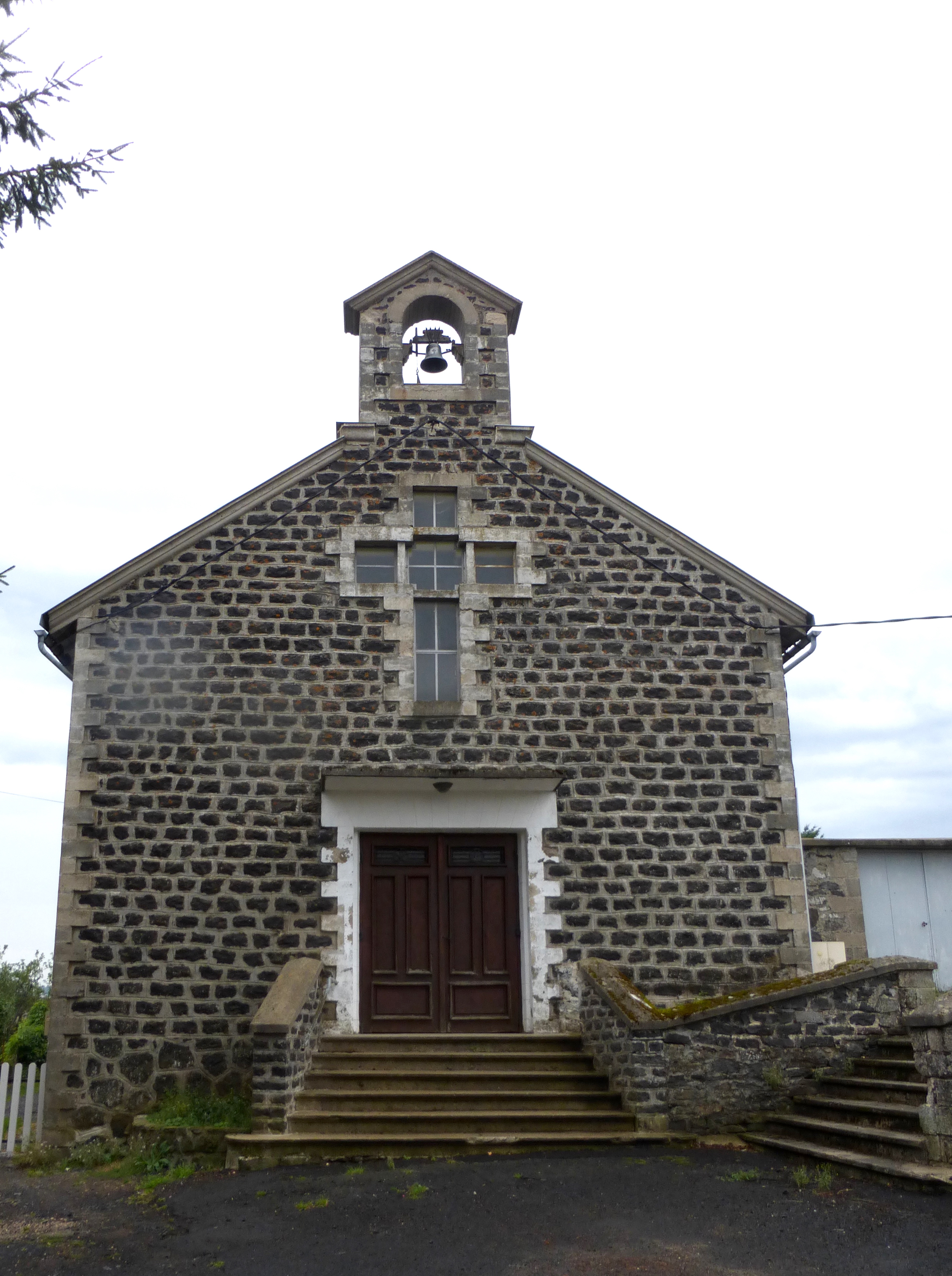
Le temple protestant.
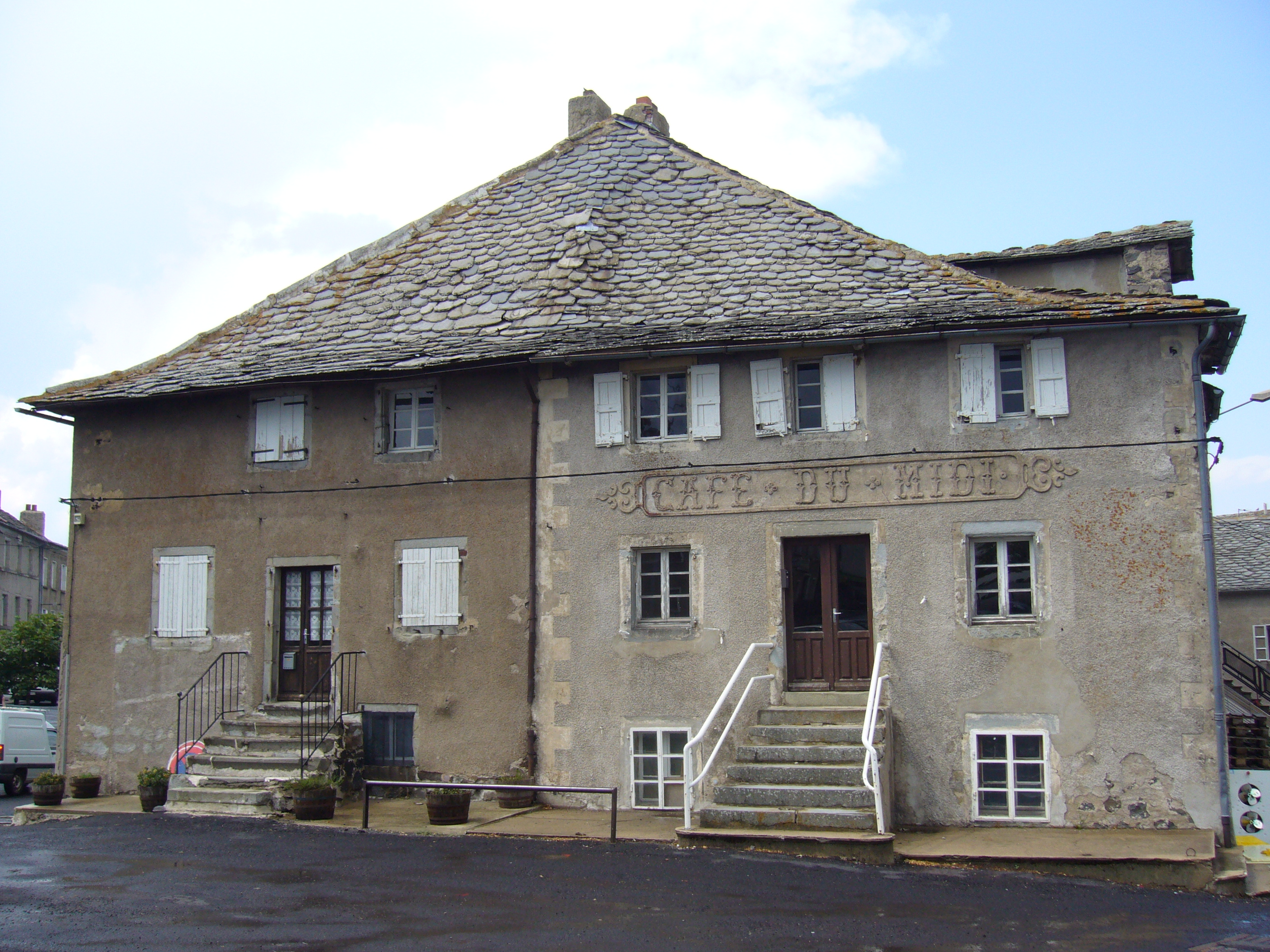
Maison typique de la ville, avec toit en lauzes.
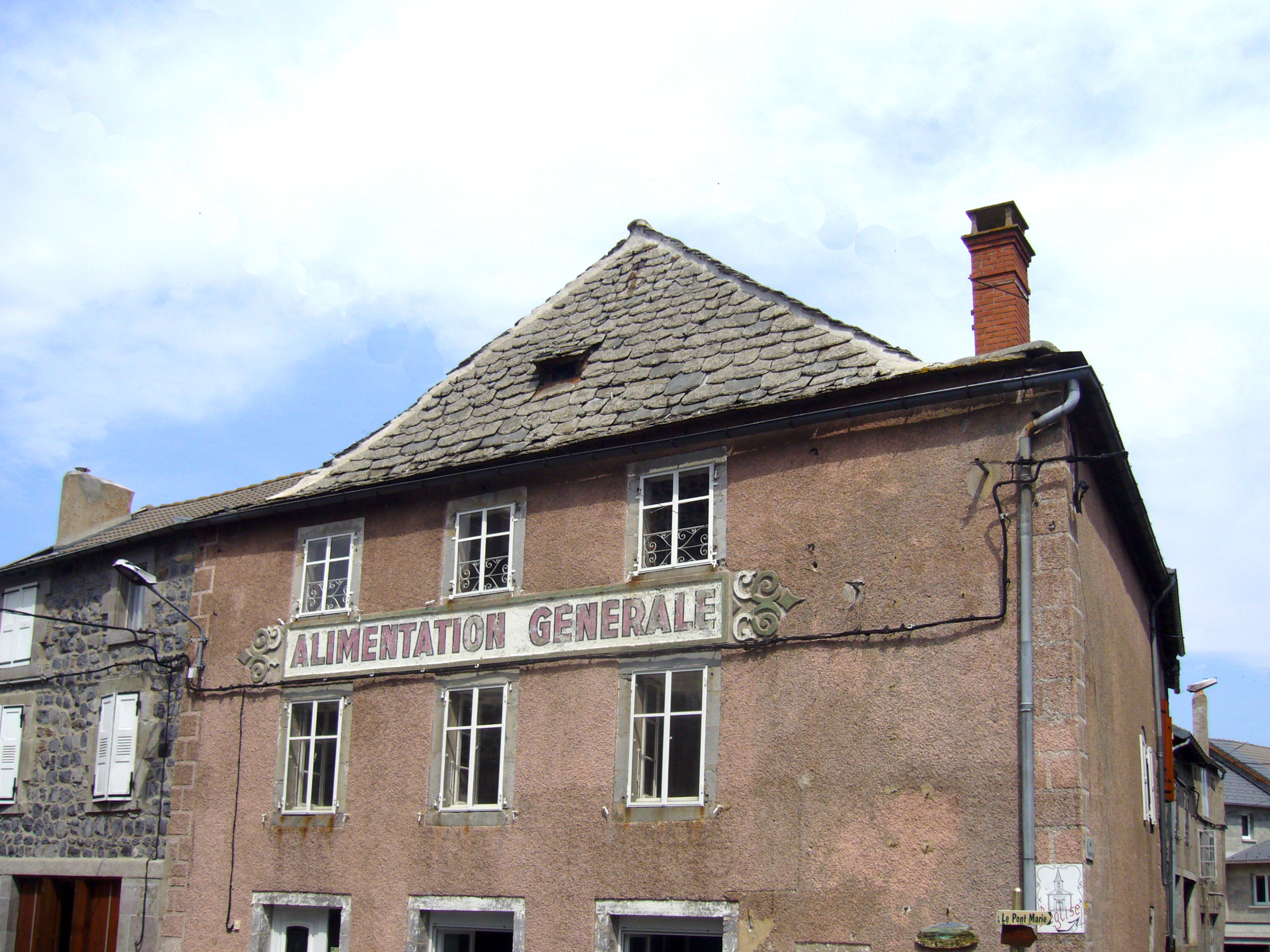
Maison typique de la ville, avec toit en lauzes.
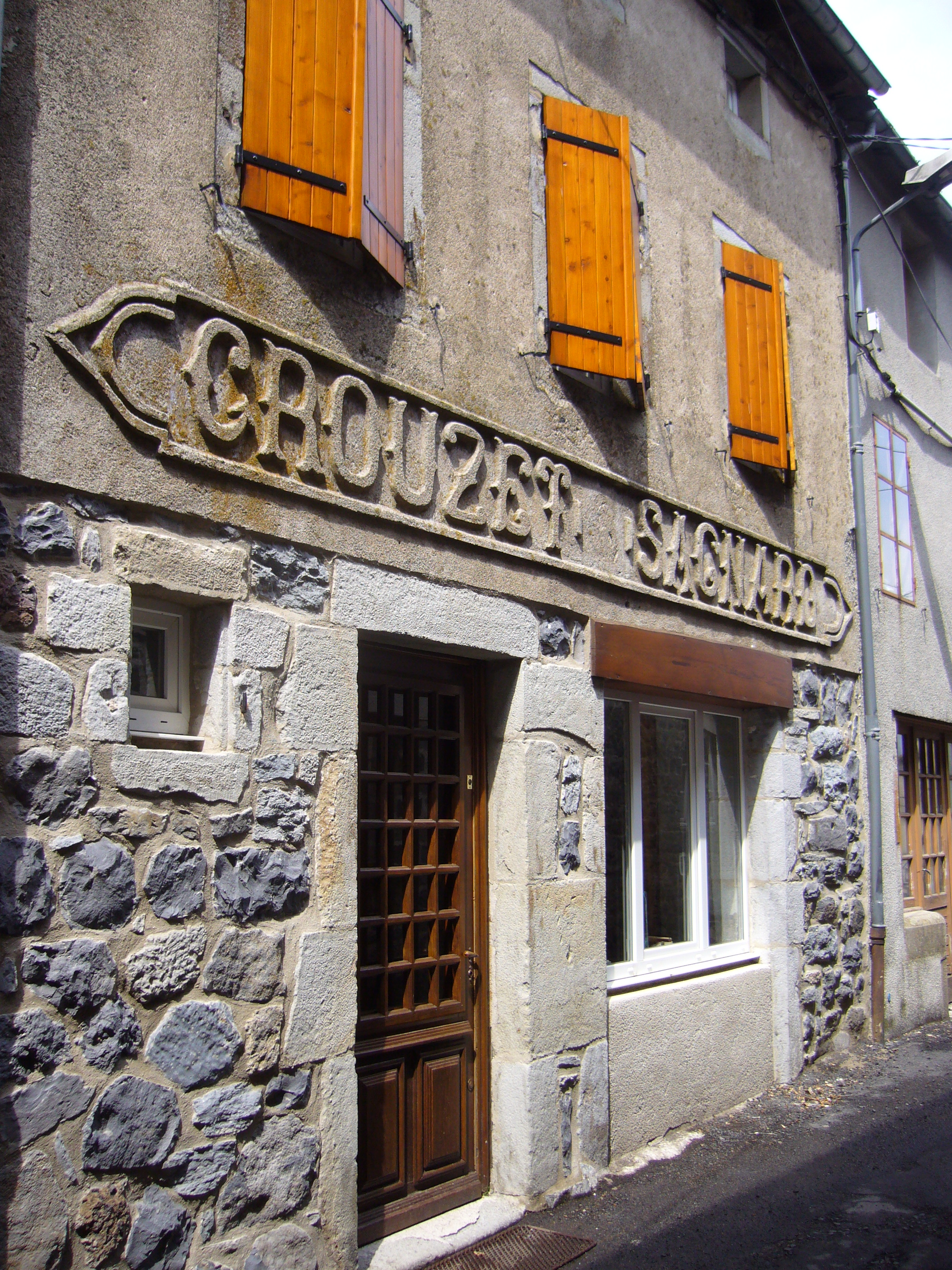
Ancien commerce.